# Сан Томазо (Козенца)
Сан Томазо је насеље у Италији у округу Козенца, региону Калабрија.
Према процени из 2011. у насељу је живело 38 становника. Насеље се налази на надморској висини од 103 м.